# Iwanówka (hala)

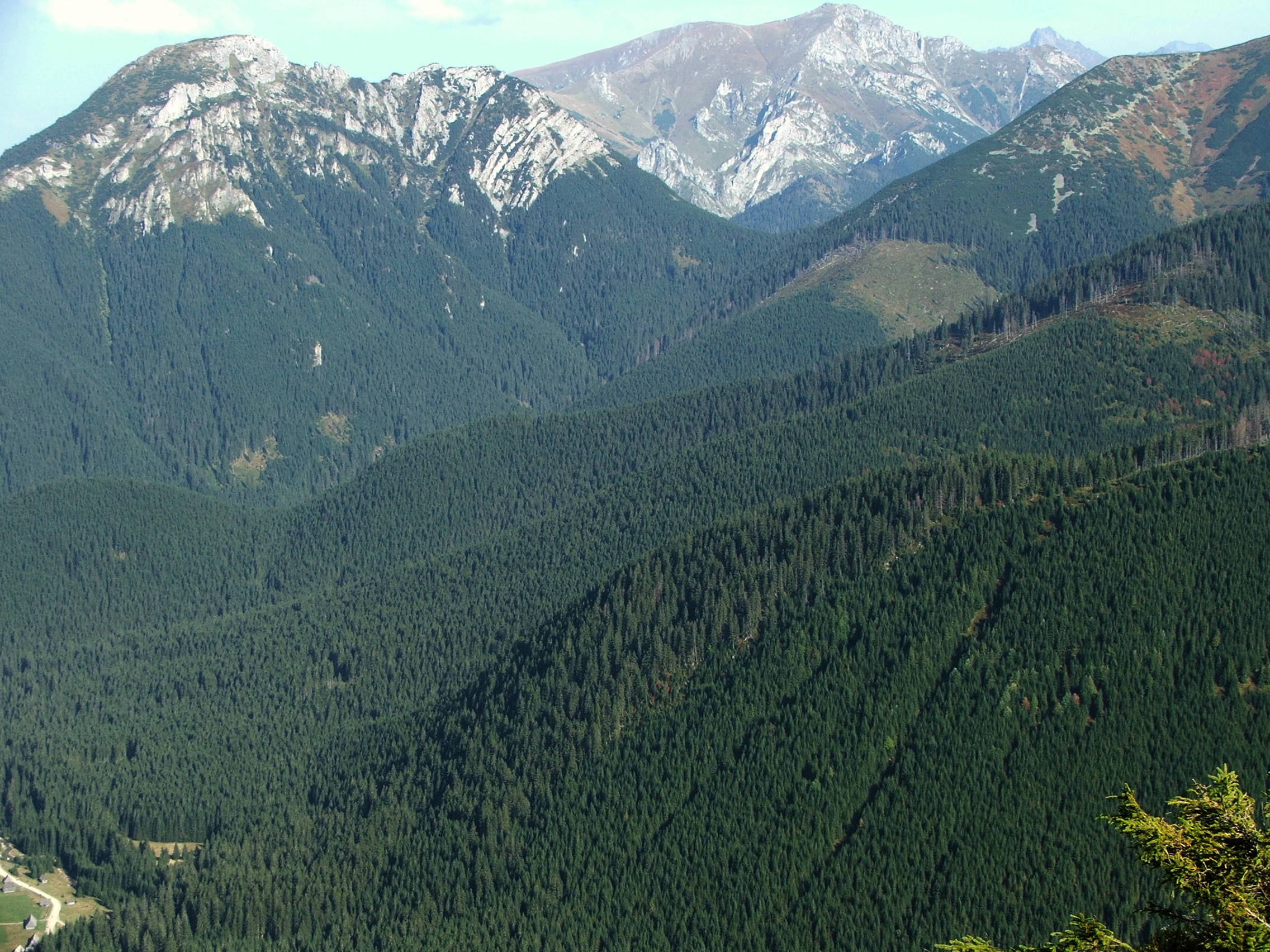
Tereny dawnej hali (w Dolinie Iwaniackiej). Po lewej Kominiarski Wierch, ponad Iwaniacką Przełęczą Ciemniak

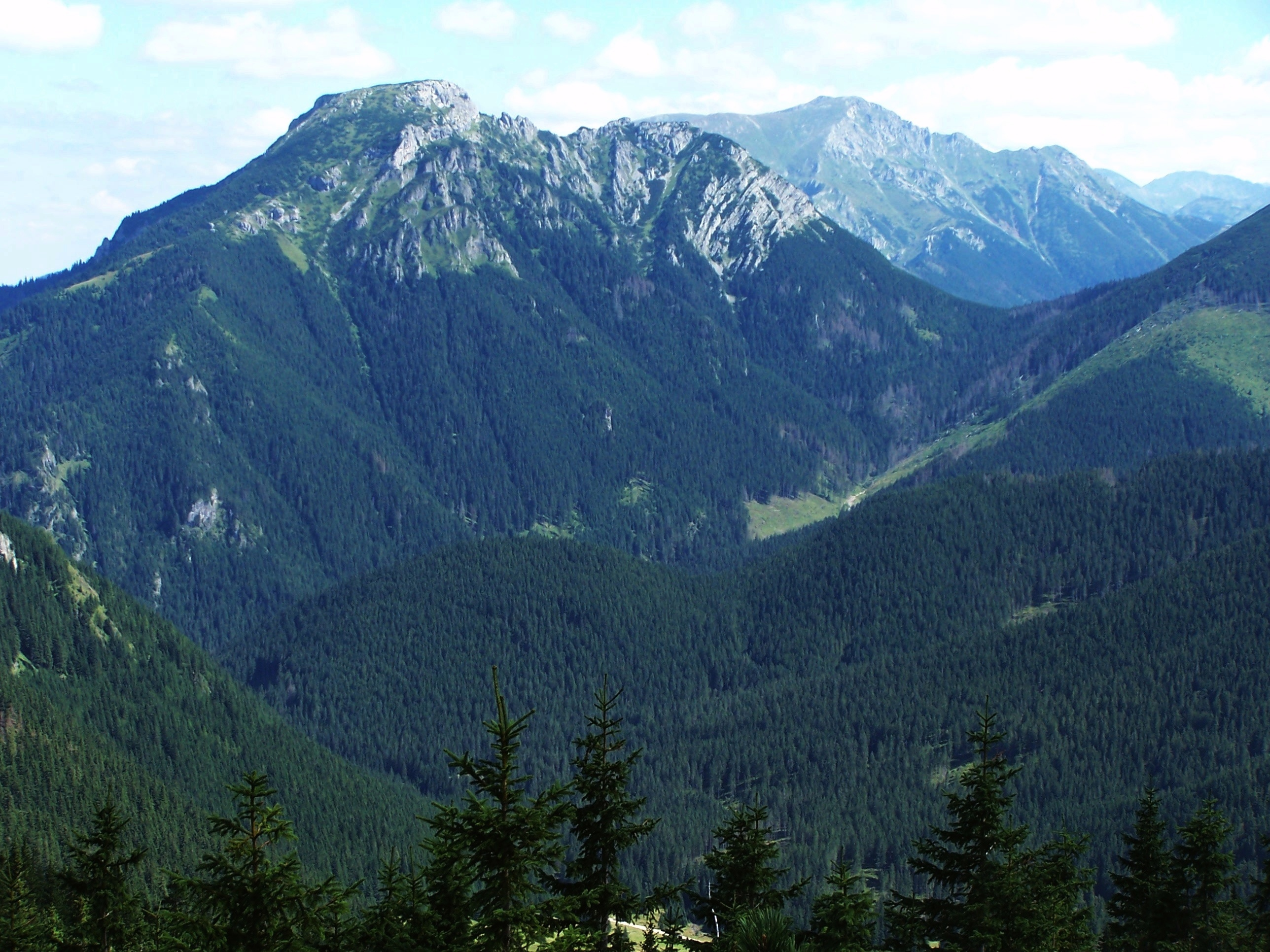
Widok z Grzesia. Widoczna polana Iwanówka

Iwanówka – dawna hala w Tatrach Zachodnich. Znajdowała się na południowo-zachodnich stokach Kominiarskiego Wierchu oraz północnych zboczach Doliny Iwaniackiej. Należała do niej polana Iwanówka leżąca u wylotu tej doliny do Doliny Starorobociańskiej. Nazwa hali pochodziła od nazwiska Iwan, które spotykane jest na Podhalu już od początku XVII wieku. Była to hala samodzielna. Łączna jej powierzchnia wynosiła 102,94 ha, z tego pastwiska i halizny stanowiły 21,5 ha, zaś resztę lasy, kosodrzewina i nieużytki. Polana Iwanówka z dość dobrym porostem trawy była koszona, właściwy wypas odbywał się na bardzo stromych stokach Kominiarskiego Wierchu i Ornaku oraz w lasach serwitutowych. Po włączeniu tego obszaru do Tatrzańskiego Parku Narodowego i zaprzestaniu wypasu dawna hala zarasta lasem.

## Szlaki turystyczne
– żółty z Doliny Chochołowskiej. Początkowo biegnie razem z czarnym, na Iwanówce oddziela się od niego i prowadzi przez Iwaniacką Przełęcz do schroniska na Hali Ornak. Czas przejścia: 2:20 h, z powrotem 2:25 h
 – czarny z Doliny Chochołowskiej, zaczynający się przy leśniczówce i prowadzący całą Doliną Starorobociańską przez Starorobociańską Polanę i Starorobociańską Rówień aż do Siwej Przełęczy. Czas przejścia: 2:30 h, ↓ 2 h